# Драгољуб Драги Ристић
Драгољуб Драги Ристић (Беране, 19. јуна 1928 – Приштина, 21. марта 1987) био је новинар, уредник Јединства у Приштини и књижевник.

## Биографија
Основну школу завршио је у Рожају, а гимназију у Иванграду. Са четрнаест година (1942) постаје скојевац, а октобра 1943. ступа у редове Седме омладинске црногорске НОУ бригаде, где остаје до завршетка рата 1945. године. Завршио је новинарску школу у Београду (1950), а затим уписује студије на Филозофском факултету у Приштини. 
Новинарску каријеру почео је као дописник Радио Титограда из Бијелог Поља. Од 1953. године ради као новинар и уредник унутрашњо-политичке рубрике Јединства у Приштини. Међу првим српским новинарима је који су се латили тема о угрожености Срба на Косову и Метохији у време када се о томе није смело писати. Уз репортаже у „Јединству“ објављује и прве приче под псеудонимом Бранко Брунац („Мени припада слава“, „Новогодишње прасе“), као и хумореске („У лавиринту метроа“, „Марина“) и козерије. Један број текстова у листу објавио је под именом Бруно Бегојевић. Писао је понајвише текстове са Косова и Метохије, бавећи се проблемима Срба, а извештавао је и о културним, просветним и књижевним догађајима у СФРЈ. Међу првим новинарима „Јединства“ писао је о нападима на српски живаљ и о отимању њихове имовине од стране Албанаца. Једна од тих репортажа носи назив „Гарава пољана“, а дотиче тему исељавању српских породица због наводног отварања рудника у њиховом непосредном окружењу. Објављивао је текстове и о нападима на цркве и манастире, вандализму на српским гробљима („Ко то руши споменике“). Почетком седамдесетих година прошлог века бавио се проблемима притисака на српско становништво („Партијски задатак Али Јахе“, 16. новембар 1970, “Опасно стихоклепаније“, 8. фебруар 1971,  „Сеоба Јована Раковића“, 1. новембар 1971), а поводом провокација албанских националиста у „Јединству“ објављује отворено писмо (“Уместо писма секретару за унутрашње послове“), а о одузимању земље манастира Грачаница „Два аршина рудника Ајвалија“ („Јединство“, 26. октобар 1970).
Од великог броја читалаца добијао је писма подршке. Због ових и других текстова био је прогањан, осуђиван, а онда и превремено пензионисан 17. маја 1973. И као пензионер наставио је да пише о нападима на Србе на Космету. Tоком 1981. и 1982. године за београдску ревију „Новости 8“, под својим именом, објављује низ чланака, као и под псеудонимом Бранко Брунац. „Новости 8“ му под  именом Драги Ристић објављују фељтон „Они су завађали народ“, који је после његове смрти, 1987. године, објавило и „Јединство“. Велики број његових текстова остао је необјављен, као и романи Крстаче и Сива композиција. 
Разболео се 1984. године, а 21. марта 1987. преминуо од срчаног удара. Сахрањен је на Градском гробљу у Беранама.

## Књижевна дела
- Бојишта, приповетке, Јединство, Приштина, 1962.
- Раскршћа, приповетке, Јединство, Приштина, 1980,
- Весељаци јелове шуме, песме за децу, Јединство, Приштина, 1970.

## Награде и признања
Жири Већа новинара Косова и Метохије додељује му III награду за најбољи новинарски рад на Косову и Метохији 1960. године. Добитник је Повеље за изузетан допринос поводом 40 година оснивања и рада Јединства, 1984. године. Сребрну плакету  Савеза новинара Југославије добија за 25 година рада у новинарству и Повељу за животно дело, 1987. године.